# Giovanni Michelucci
Giovanni Michelucci (Pistoia, 2 gennaio 1891 – Firenze, 31 dicembre 1990) è stato un architetto, urbanista e incisore italiano.
Fu uno dei maggiori architetti italiani del XX secolo, celebre per aver progettato ad esempio la stazione di Firenze Santa Maria Novella e la chiesa dell'Autostrada del Sole.

## Biografia

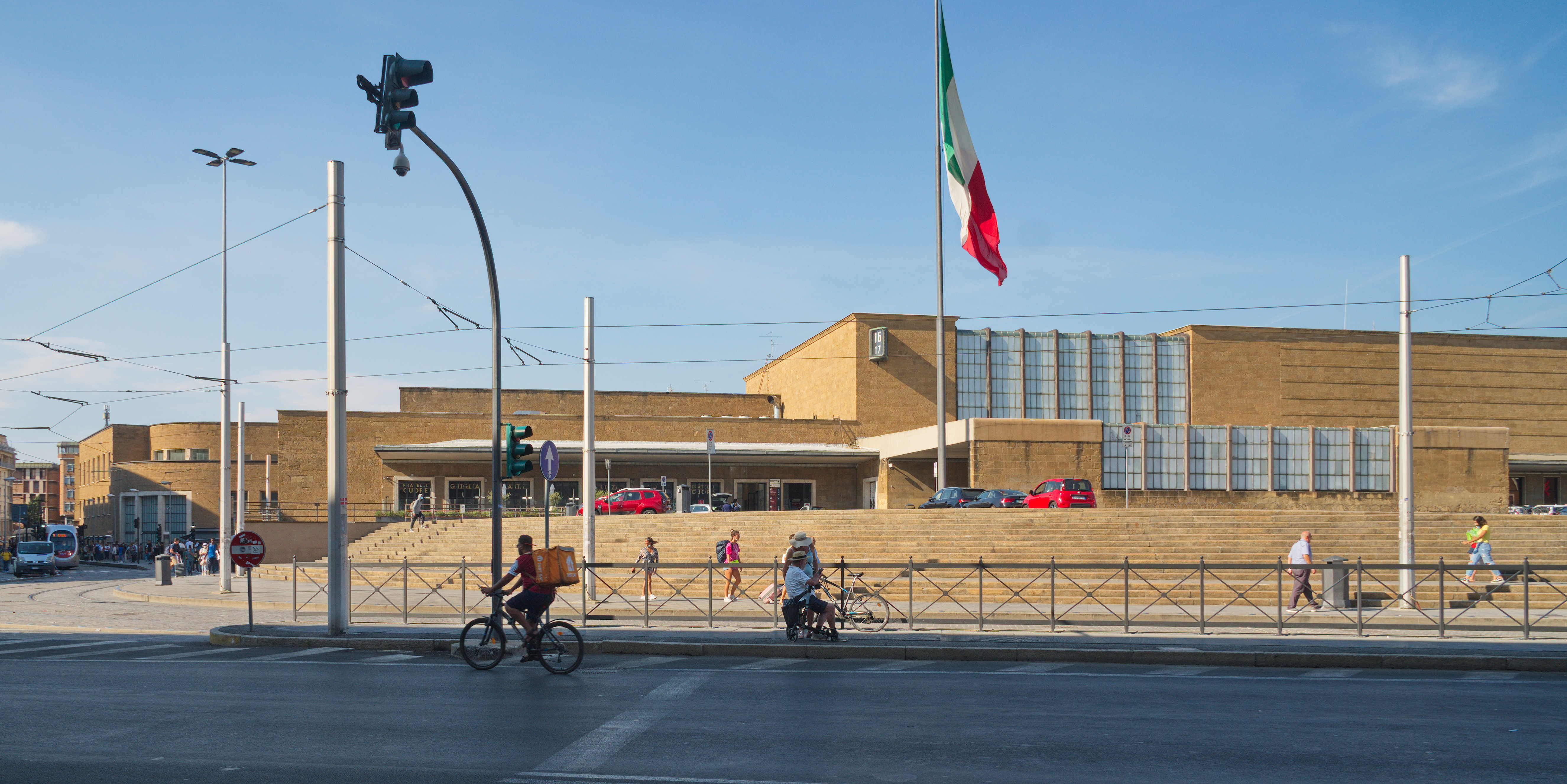
Stazione di Santa Maria Novella (1934)

### Origini e formazione
Nato a Pistoia da una famiglia proprietaria di una fonderia per la lavorazione del ferro, nel 1911 ottenne il diploma dell'Istituto Superiore d'Architettura.
Lavorò alla fabbrica paterna e l'attività di incisore del celebre architetto, condotta negli anni giovanili e poi ripresa in tarda età, ha un posto considerevole per quanto finora poco indagato nella storia della xilografia italiana del primo Novecento. La sua opera di xilografo si sviluppò almeno per un decennio dal 1913 fino al 1923-24, biennio assai tribolato per il giovane Michelucci, sia per il bisogno di conquistare un'autonomia rispetto alla famiglia sia per l'insofferenza nel confronti del ristretto ambito di provincia, dove mancavano incentivi intellettuali e adeguate possibilità di lavoro.
Dall'amico Renato Fondi venne coinvolto in progetti editoriali, quello della Famiglia Artistica e de La Tempra, che lo legheranno al critico pistoiese anche nelle successive esperienze romane.
Frattanto fu richiamato al fronte durante la prima guerra mondiale; nel 1916, a Caporetto il giovane Michelucci realizzò una piccola cappella, quella che può essere considerata la sua prima opera architettonica. Si tratta di un piccolo oratorio a pianta quadrata, dotato di un campanile a telaio ligneo sorretto da una muratura in pietra; elemento di particolare interesse è la presenza di un angolo bucato in facciata, per consentire ai militari di assistere alle funzioni liturgiche dal prato antistante.
Nel 1920 ottenne la cattedra al Regio Istituto Nazionale d'Istruzione Professionale di Roma e si dedicò ai progetti per alcune abitazioni nei pressi di Pistoia. Anche a Roma, dove si trasferì con la moglie Eloisa Pacini, si occupò inizialmente dei disegni per alcune villette, mentre in Toscana realizzò i padiglioni per la Fiera dell'Artigianato di Firenze.

### Nascita del Gruppo Toscano e attività indipendente
trasformare il Kursaal "Aurum" in distilleria del famoso liquore, realizzando il retrostante edificio a ferro di cavallo.

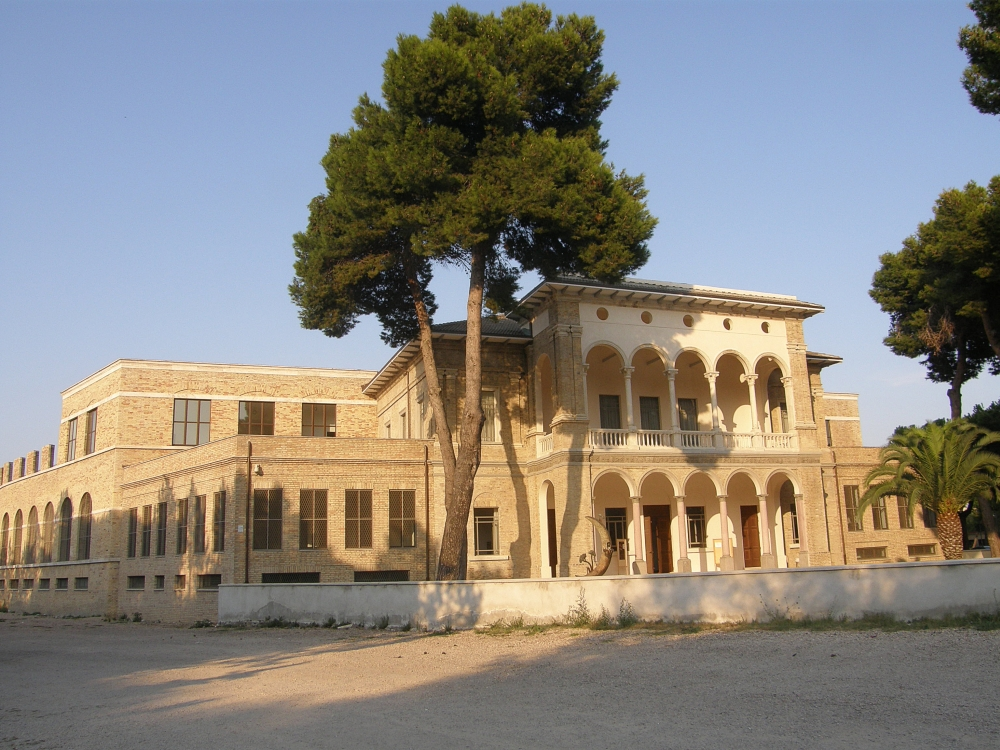
Veduta del Kursaal Aurum di Pescara, completato nel 1938-39

Una svolta importante della sua carriera si presentò nel 1933, quando insieme con il Gruppo Toscano, formato da Nello Baroni, Pier Niccolò Berardi, Italo Gamberini, Sarre Guarnieri, Leonardo Lusanna, si aggiudicò il primo premio nel concorso per la Stazione di Firenze Santa Maria Novella. Il progetto, che si inseriva a pochi metri dall'omonima chiesa fiorentina, ebbe una notevole fama anche all'estero, non solo per il linguaggio architettonico di matrice razionalista, ma anche per la capacità di inserirsi armoniosamente in un contesto storico di grande rilevanza.

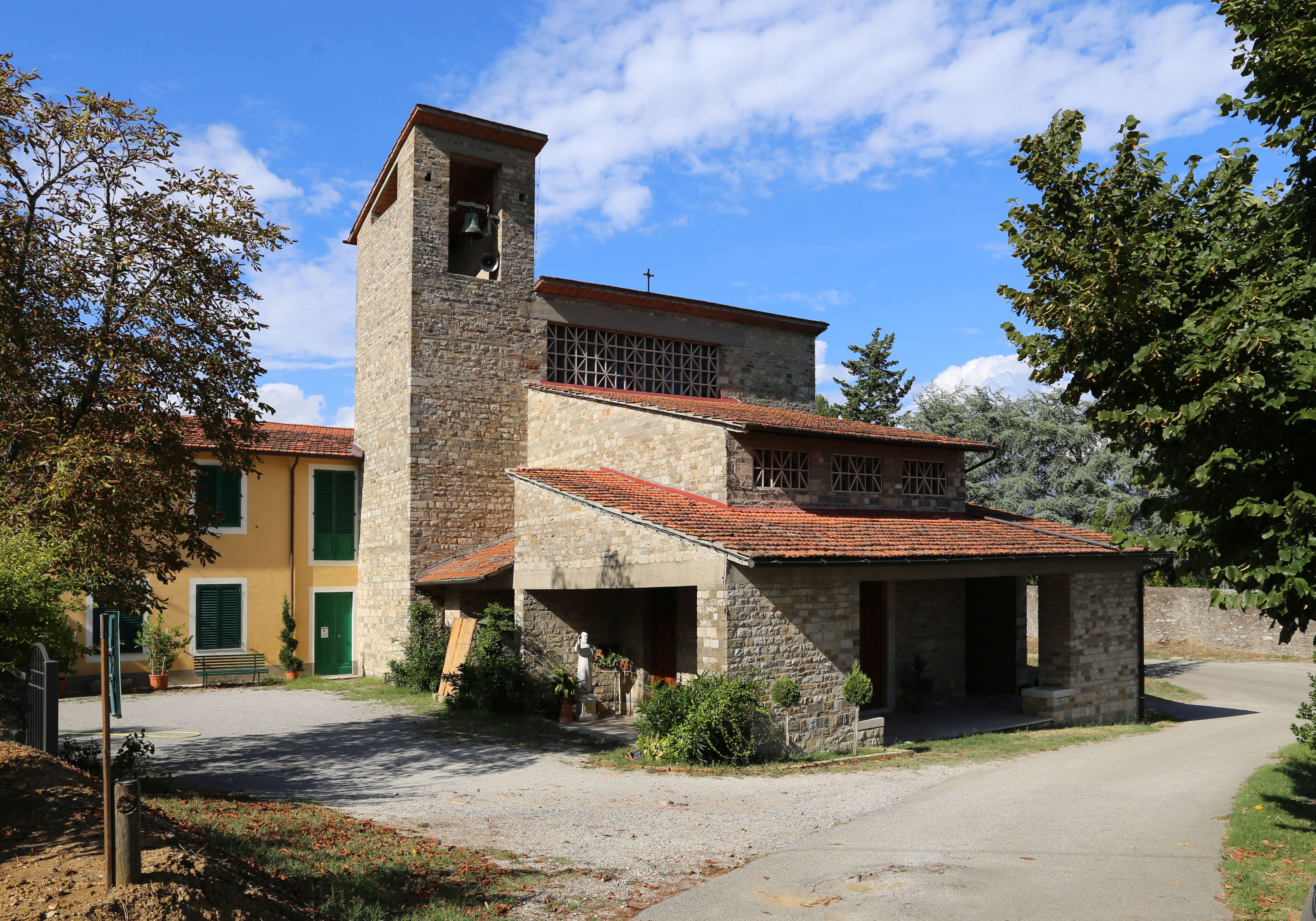
Chiesa dei Santi Pietro e Girolamo (1953), Pistoia

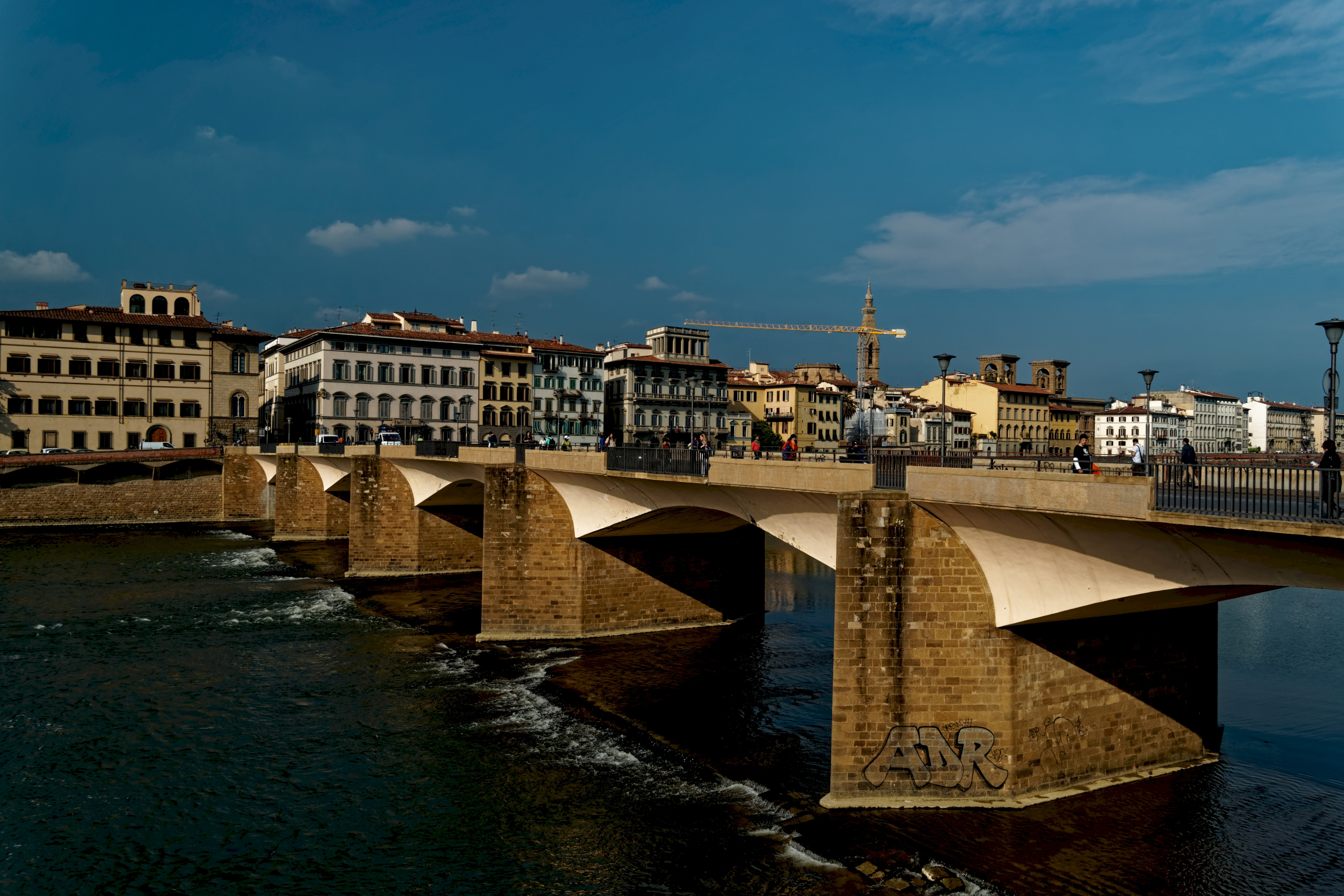
Ponte alle Grazie (1954), Firenze

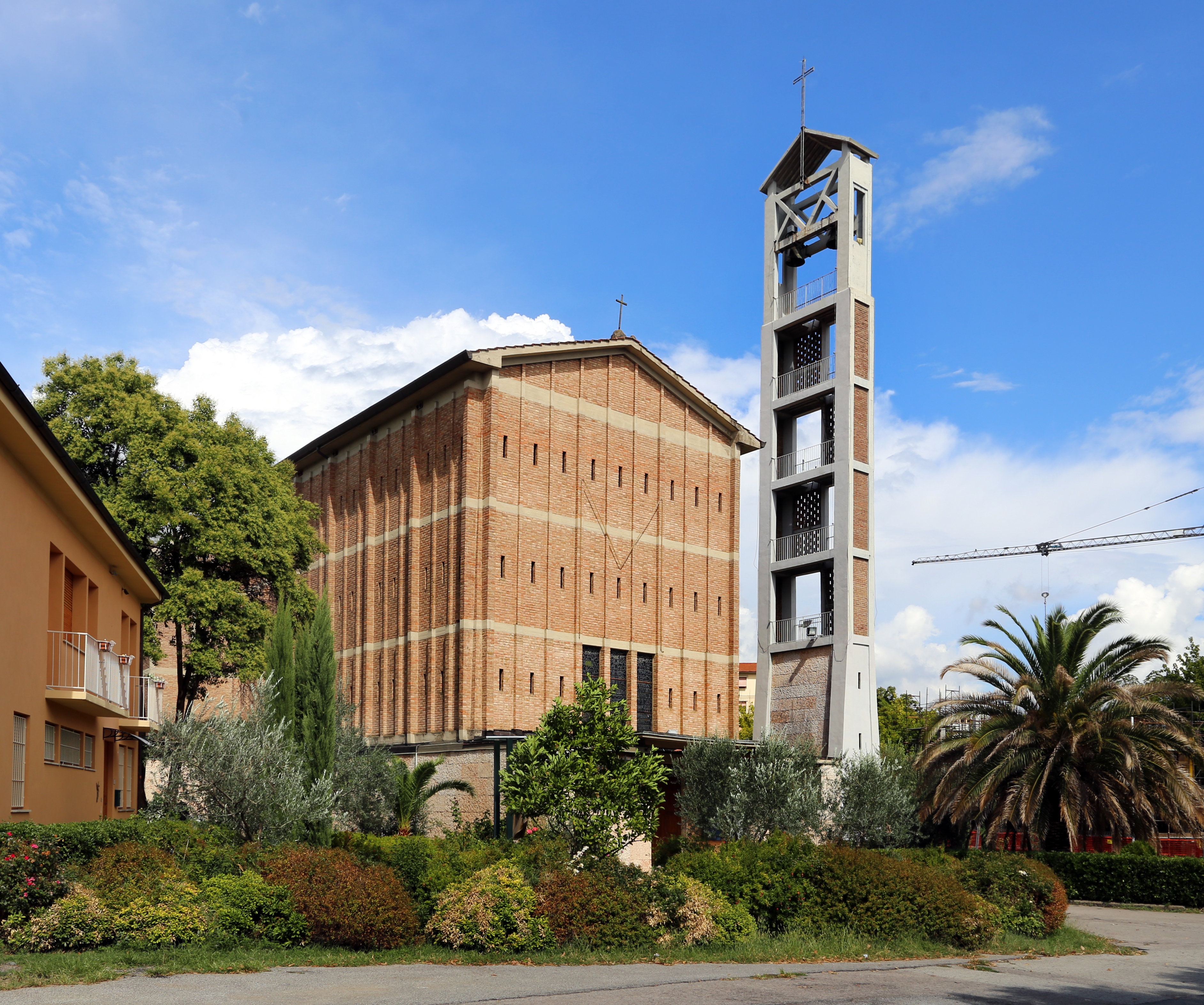
Chiesa delle Sante Maria e Tecla (1956), Pistoia

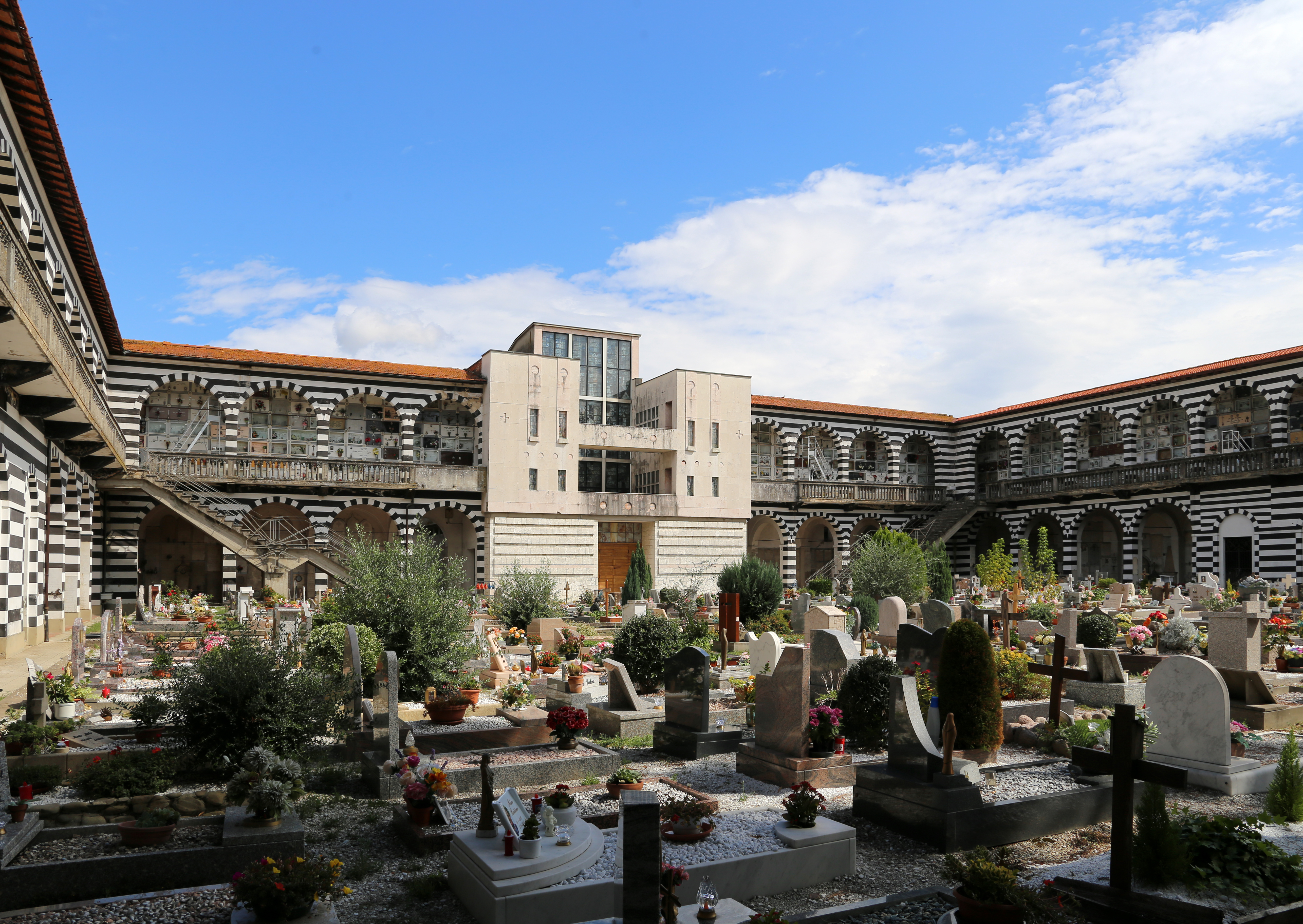
Chiesa del cimitero della Vergine (1959), Pistoia

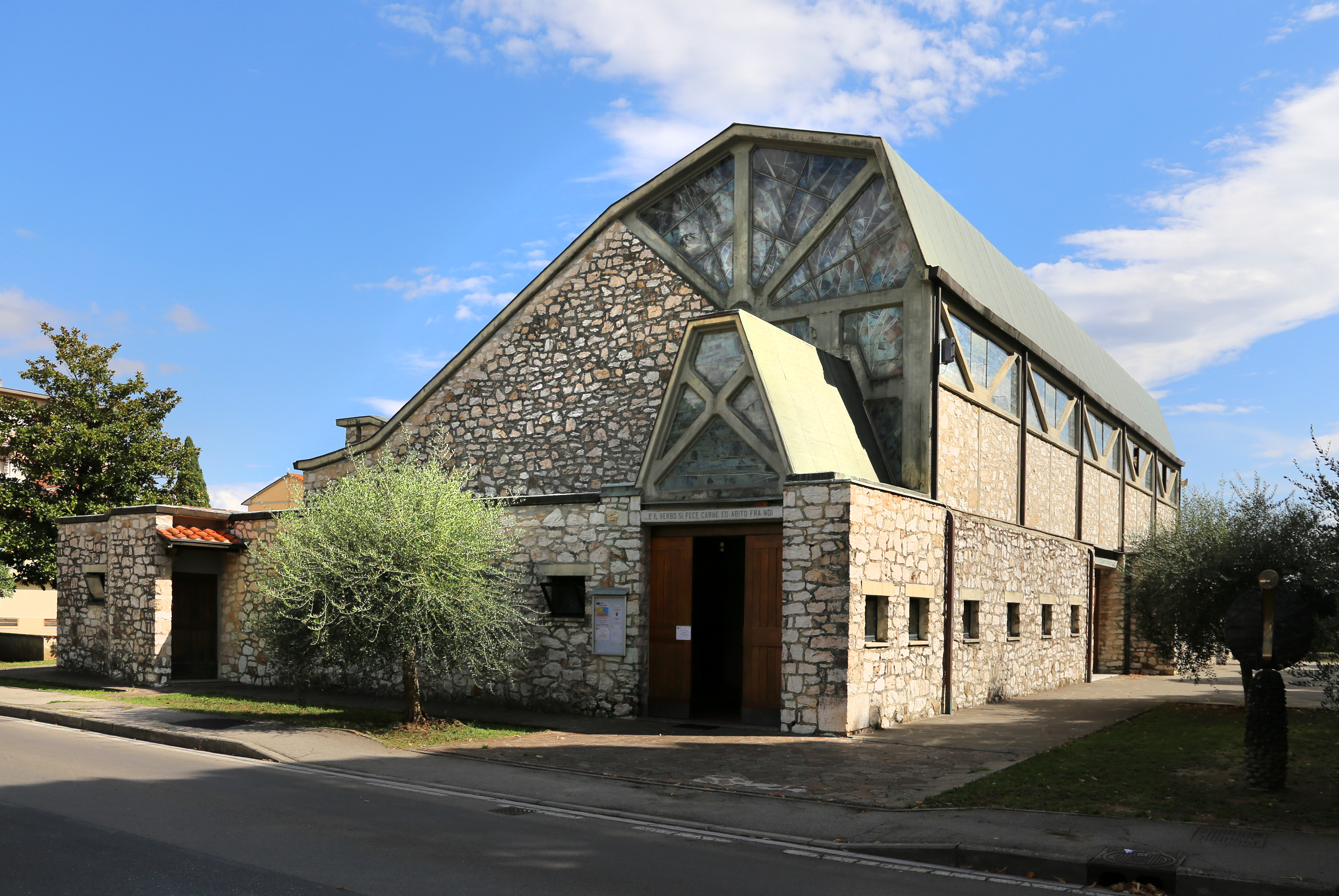
Chiesa del Sacro Cuore Immacolato di Maria (1961)

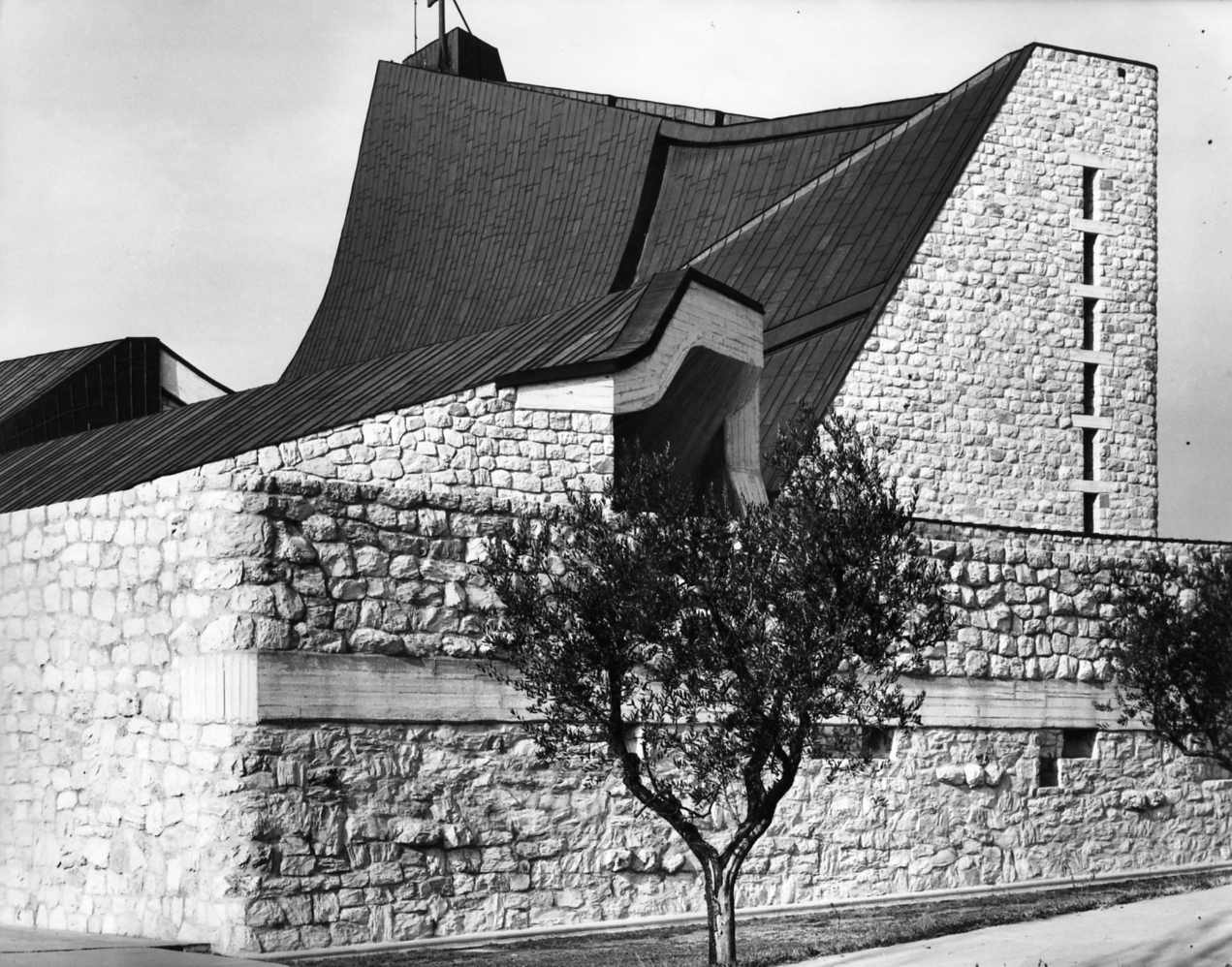
La chiesa dell'Autostrada del Sole (1964) fotografata da Paolo Monti

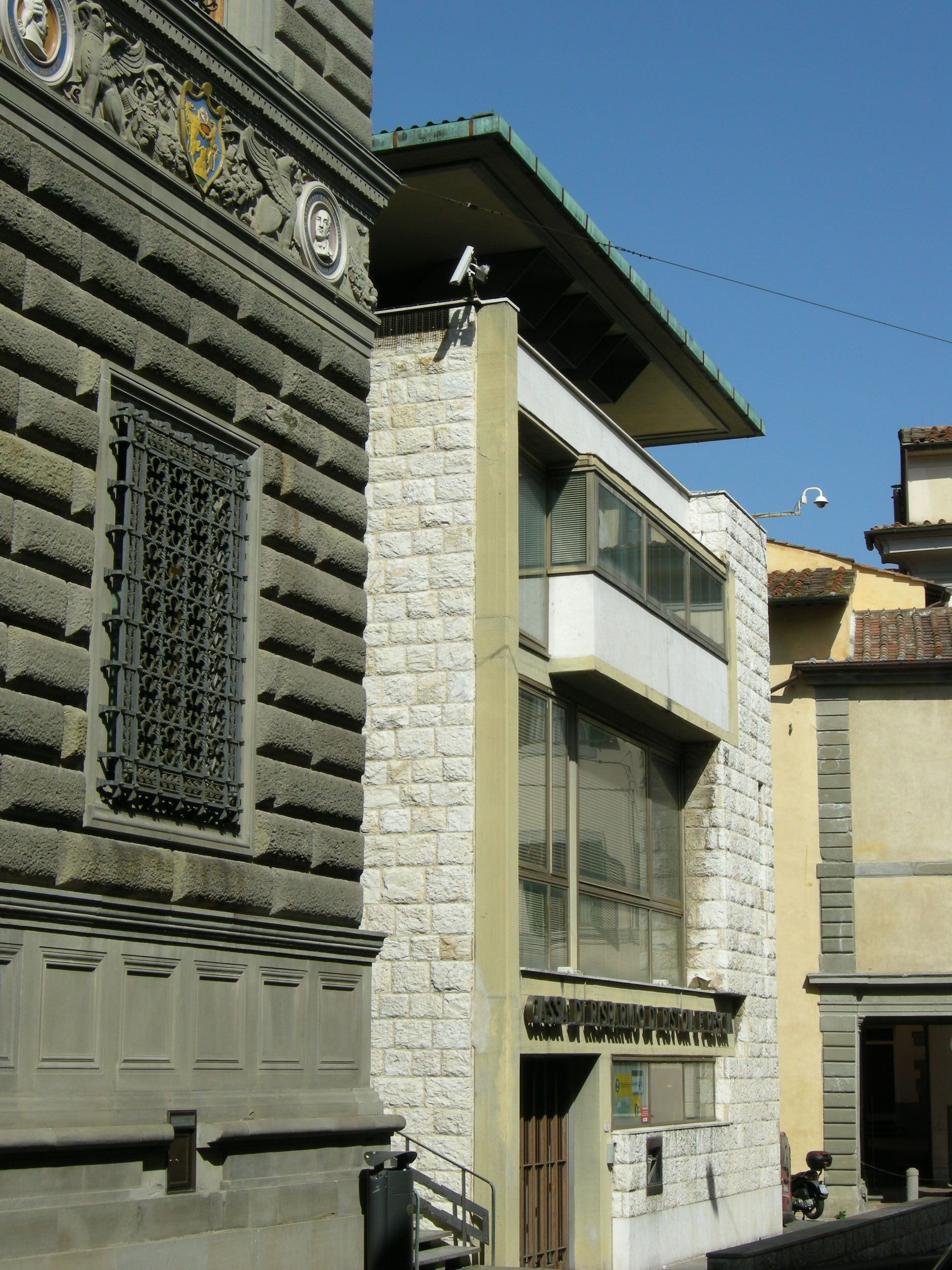
Ampliamento della Borsa merci (1965), Pistoia

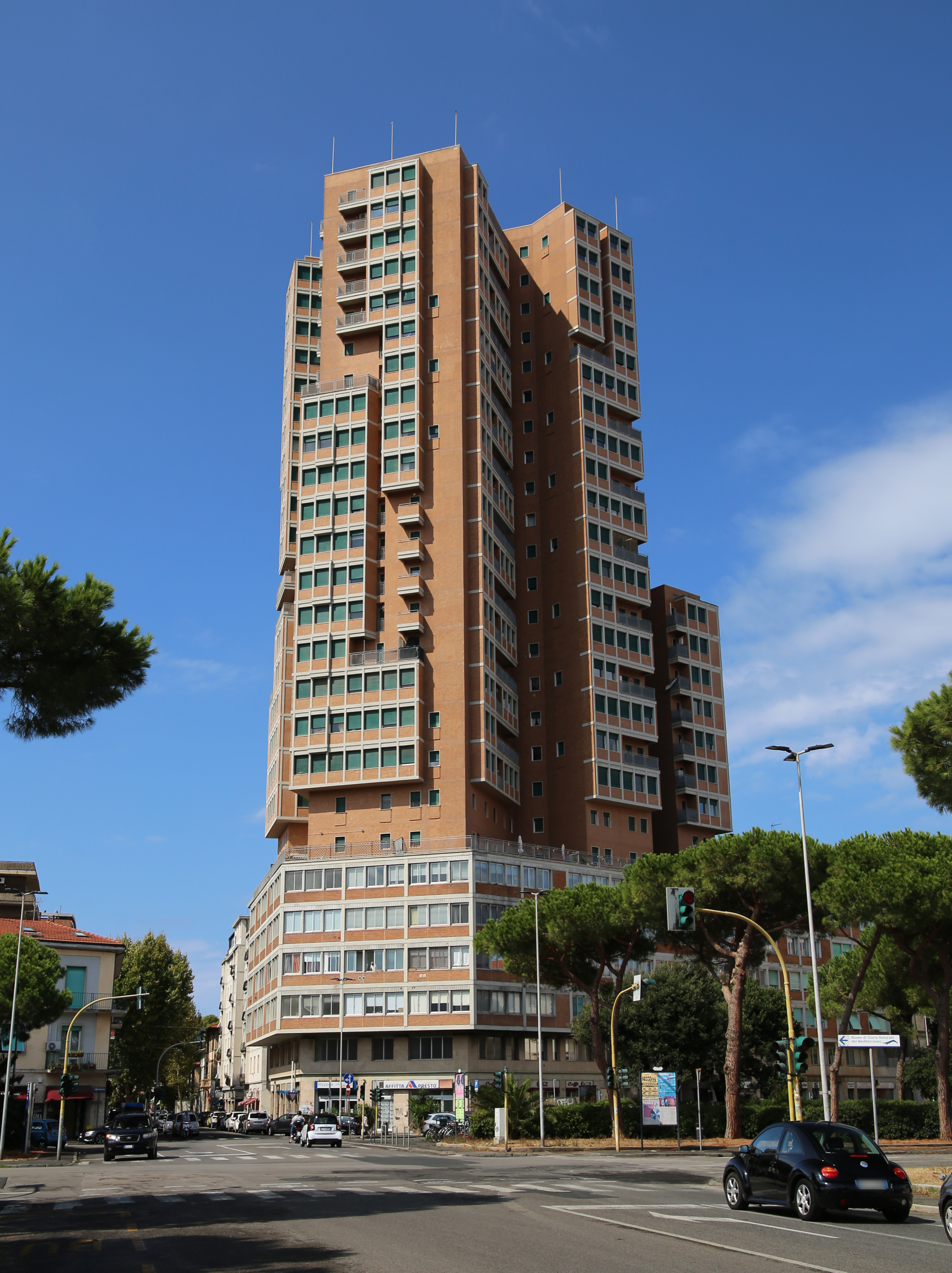
Grattacielo di piazza Matteotti (1966), Livorno

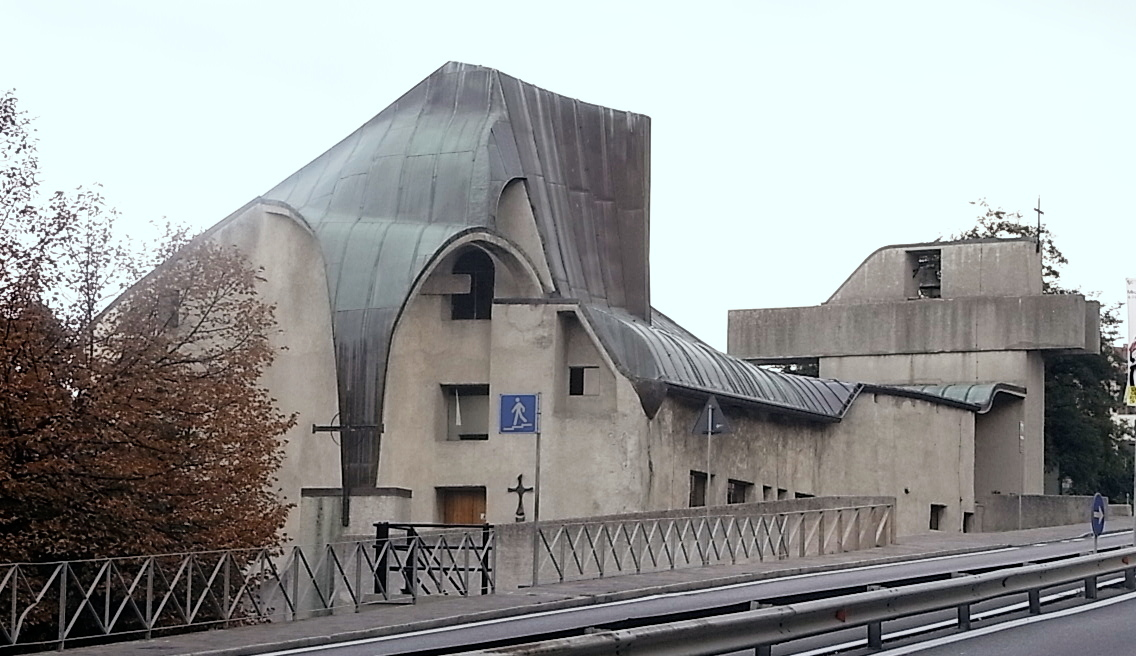
Santuario della Beata Vergine della Consolazione (1967), Borgo Maggiore, San Marino

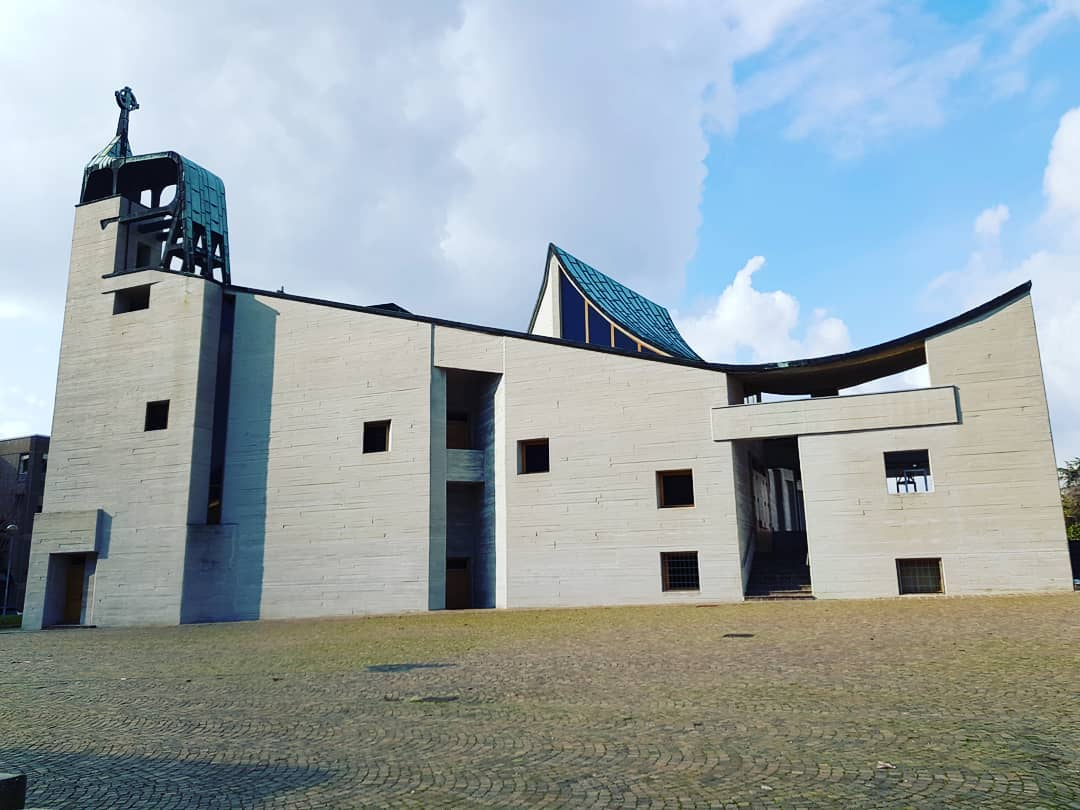
Chiesa di San Giovanni Battista, Arzignano (1967)

La chiesa di Longarone (1976)

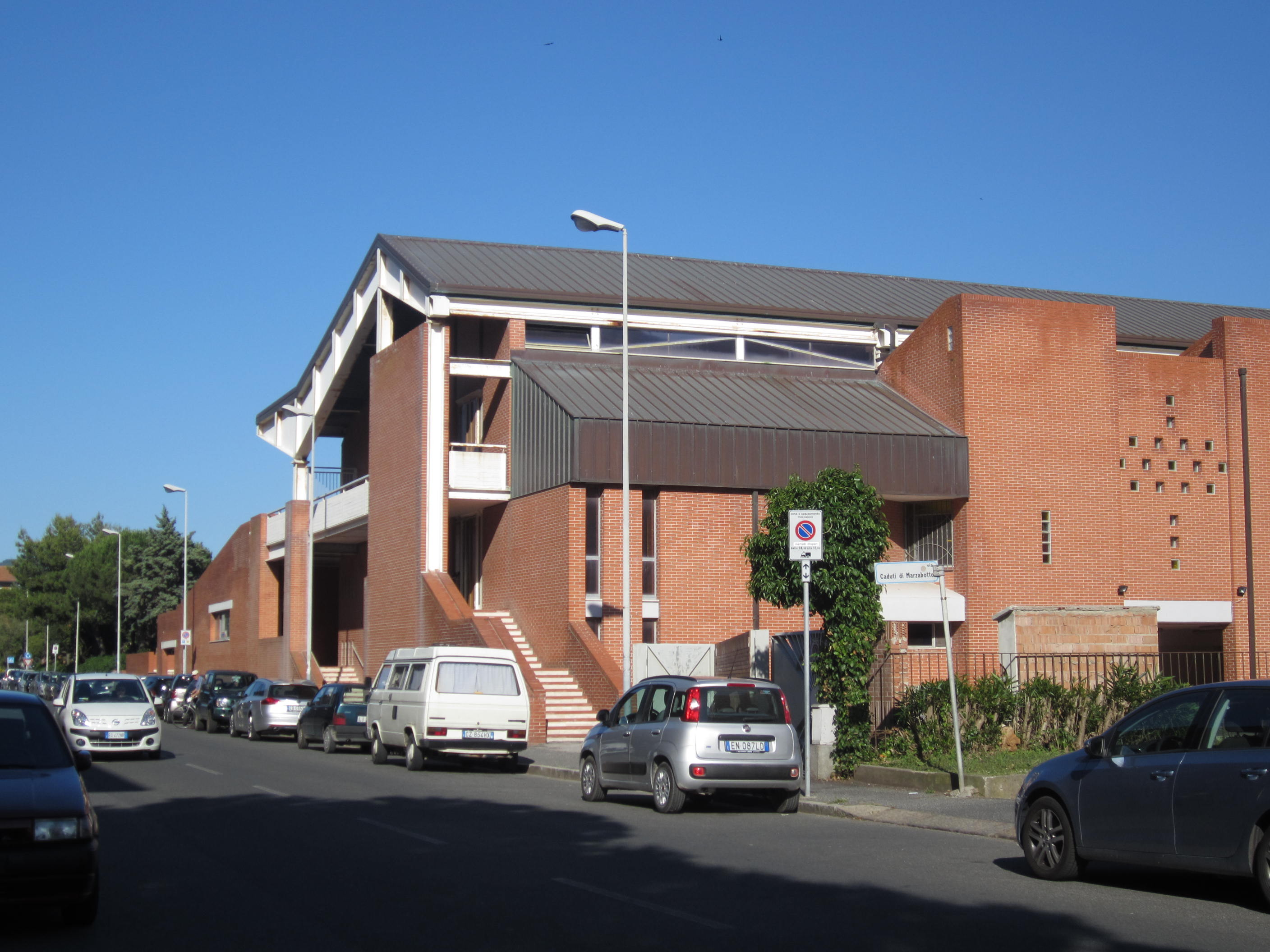
Chiesa di Santa Rosa (1998), Livorno

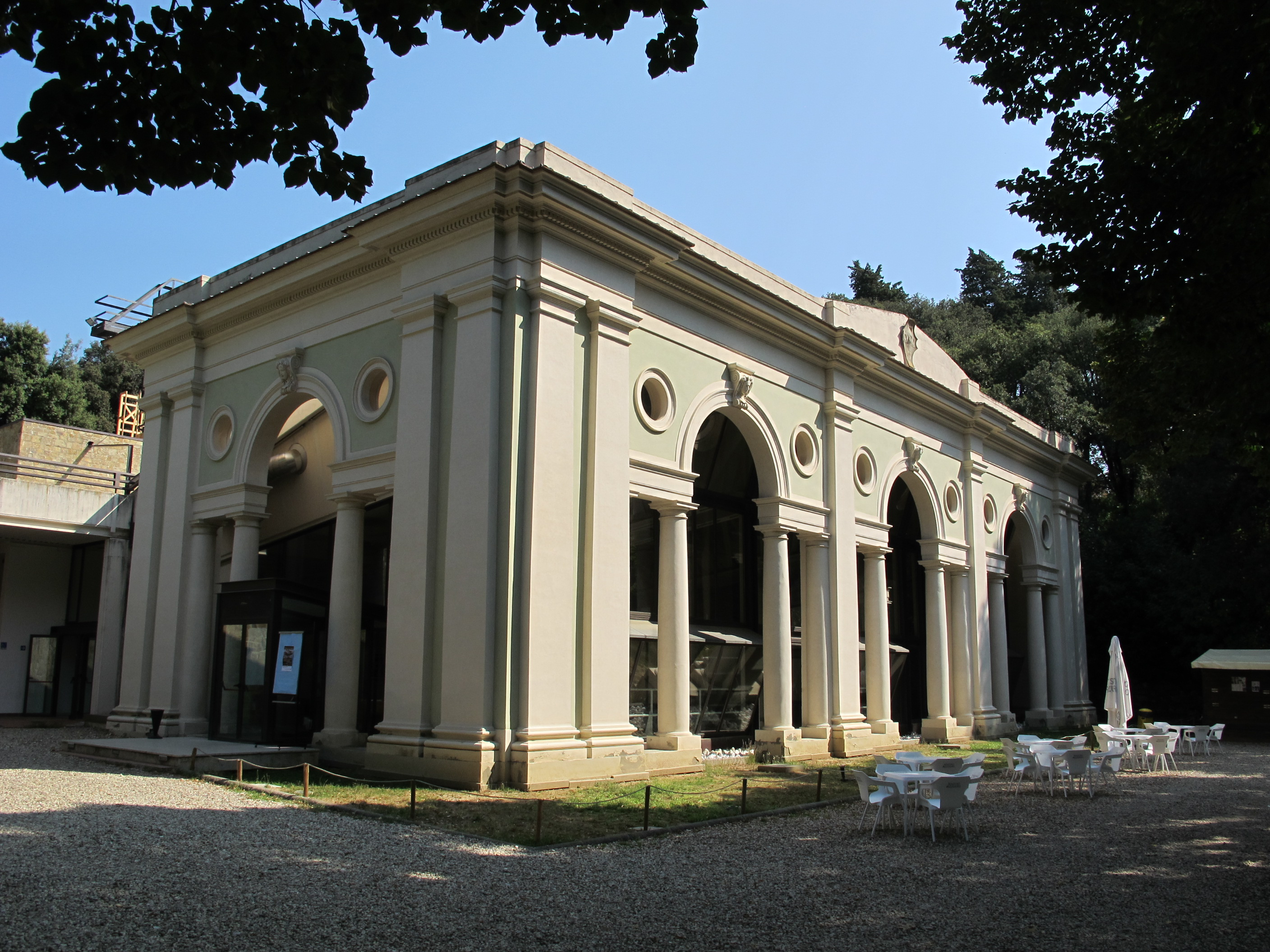
Limonaia di Villa Strozzi (1998), Firenze

Ormai divenuto un architetto affermato, Michelucci collaborò col celebre Marcello Piacentini per la sistemazione della Città universitaria di Roma. Nel 1938 a Pescara, Michelucci completa il progetto di Antonino Liberi, per trasformare il Kursaal "Aurum" in distilleria del famoso liquore, realizzando il retrostante edificio a ferro di cavallo.
Negli anni che precedettero la seconda guerra mondiale tornò a insegnare all'Università di Firenze, per essere eletto preside della Facoltà di Architettura dal 29 ottobre 1944 all'8 settembre 1945, e poi nuovamente dal 6 giugno 1947 al 12 agosto 1948.

### Il Dopoguerra
Nel dopoguerra, Michelucci presentò, senza successo, alcune ipotesi per la ricostruzione dei quartieri intorno a Ponte Vecchio distrutti durante il conflitto bellico.
I piani di ricostruzione adottati portarono però alla creazione di sterili falsi storici con grande disappunto dello stesso Michelucci, che quindi si trasferì a Bologna, dove insegnò alla facoltà d'Ingegneria dell'Università. Solo in una seconda fase della ricostruzione progettò un paio di edifici in via Guicciardini a Firenze.
Tornò tuttavia in Toscana per la realizzazione di una piccola chiesa a Collina, nei pressi di Pistoia, intesa non solo come luogo sacro e di celebrazione, ma anche come spazio di aggregazione tra i fedeli; infatti, le forme derivarono da quelle delle case coloniche che insistevano nei dintorni, a sottolineare la volontà di avvicinare la popolazione al proprio luogo di culto. Per questo essa rappresentò un punto di svolta per l'attività di Michelucci, il quale ebbe modo di scrivere in proposito: "Avevo sempre creduto di essere stato antifascista [...] Per il mio antifascismo arrivai a dir male dell'urbanistica perché non potevo attaccare direttamente la politica [...] A distanza di venti anni rivedendo quello che ho fatto in quel periodo (anche se non ciò che ho scritto) m'accorgo che c'ero dentro come gli altri e la mia reazione non valse ad eliminare dalle mie costruzioni il fascismo che era nell'aria, la retoria, l'accademia [...] La reazione improvvisa e violenta che ho avuto è stata con la costruzione della chiesa di Collina".
Sempre nella città natale, intorno al 1950, elaborò i disegni per la Borsa merci, opera ottimamente integrata nel centro storico pistoiese e successivamente ampliata dallo stesso architetto.
Negli anni 1950 si registrano numerose attività, soprattutto nel campo dell'architettura sacra, che vedrà Michelucci assoluto protagonista nella costruzione di diverse chiese anche nei decenni successivi: la chiesa della Vergine a Pistoia (dove si avverte un'adesione al patrimonio del passato, pur senza convenzionalità), la chiesa della Beata Maria Vergine di Pomarance (dotata di una pianta a sviluppo longitudinale dove però è preminente la centralità), progetta la piccola cappella di Lagoni di Sasso a Sasso Pisano (in cui si evidenzia una maggiore libertà formale). Viene tradizionalmente attribuito a Michelucci l'oratorio della Compagnia di Santa Maria Assunta a Iolo, Prato.
In ambito civile, si ricordano il progetto, non realizzato, per un grattacielo a Sanremo, il Ponte alle Grazie a Firenze e, sempre nel capoluogo toscano, la sede storica della Cassa di Risparmio di Firenze; in particolare quest'ultima realizzazione, con il suo grande volume centrale a doppia altezza illuminato da grandi vetrate, mostra la volontà di annullare ogni barriera tra gli spazi architettonici e la stessa città, creando quindi un costante e innovativo dialogo tra la banca e l'ambiente circostante.
Nello stesso periodo collaborò anche alla stesura del Piano Regolatore di Firenze e fu consulente per quello di Ferrara. Alla fine degli anni cinquanta progettò il grattacielo di piazza Matteotti a Livorno, originale composizione articolata in netto contrasto con la purezza dello Stile Internazionale.
Con Carlo Scarpa lavorò al riassetto delle prime sale della Galleria degli Uffizi, realizzò alcuni edifici universitari a Bologna e si dedicò alla chiesa del Cimitero della Vergine a Pistoia, progetto in cui emerge la ricerca di uno spazio percorribile mediante la creazione di percorsi interni ed esterni alla chiesa.
Sempre a Pistoia, nel 1959 innalzò una chiesa all'interno del Villaggio Belvedere: l'edificio, concepito ancora come spazio di unione e socializzazione dei fedeli, presenta una planimetria fortemente dilatata, con una sinuosa copertura che preannuncia la ricerca di un'architettura simbolica, legata ai temi della tenda e della croce.

### Anni 1960
Successivamente, all'inizio degli anni 1960, costruì l'Osteria del Gambero Rosso a margine del parco di Collodi e la cappella sacrario ai caduti di Kindu a Pisa.
Nel 1961 furono invece avviati i lavori per la chiesa dell'Autostrada del Sole, a pochi chilometri da Firenze: in quest'opera confluiscono molti temi cari a Michelucci, come lo spazio percorribile, il rapporto tra i diversi materiali (in questo caso pietra, rame e calcestruzzo armato) e la plasticità delle superfici nella ricerca di un'integrazione tra i vari spazi architettonici. Nell'impetuosa plasticità del tutto calcestruzzo armato a faccia vista dell'interno (con i segni e i disegni delle casserature) e nell'evidenza delle membrature, si rintracciano canoni del brutalismo. Nella pietra delle murature, nel rame della copertura e nella sinuosità dei volumi esterni che si adagiano sul terreno, nei particolari quasi decorativi si rileva invece la vicinanza ai temi dell'architettura organica. Tuttavia Michelucci rifiutò qualsiasi etichetta, compresa quella del "razionalista", preferendo perseguire esclusivamente l'ideale di un'architettura fatta di uomini, capace di soddisfare i bisogni, non solo materiali, della società.
A questo progetto seguirono quelli per la Sede della Direzione provinciale delle Poste e Telegrafi di Firenze, per il suggestivo santuario della Beata Vergine della Consolazione a San Marino (ove si avverte l'influenza della chiesa dell'Autostrada e l'eco di Notre-Dame du Haut) per le chiese di Arzignano (ove, rispetto alle precedenti è maggiore il controllo planimetrico dell'insieme) e di Longarone, epicentro del disastro del Vajont, la cui realizzazione fu duramente osteggiata dal parroco della comunità.
Nel 1964, collaborò con lo scultore Marcello Guasti al Monumento ai Tre Carabinieri a Fiesole. Nel 1966, a seguito della terribile alluvione di Firenze, Michelucci approntò dei disegni per la sistemazione dei palazzi intorno a piazza Santa Croce, ma anche in questo caso, come era accaduto per i quartieri di Ponte Vecchio dopo la guerra, senza successo. Successivamente, con Bruno Sacchi, realizzò la sede del Monte dei Paschi di Siena a Colle di Val d'Elsa, ancora una volta unendo insieme materiali diversi e cercando di dialogare col circostante senza però rinunciare a un linguaggio architettonico contemporaneo.

### Ultimo periodo
Nonostante l'età avanzata l'attività di Michelucci proseguì per tutti gli anni 1970 e 1980; si ricordano ad esempio gli impegni per la chiesa di Santa Rosa a Livorno, il progetto per il memorial a Michelangelo sulle Alpi Apuane e per il complesso teatrale di Olbia. Muore l'ultimo dell'anno del 1990, all'antivigilia del suo centesimo compleanno. Pochi giorni prima aveva completato il progetto per la nuova Stazione di Empoli. Le sue ceneri riposano, assieme a quelle della moglie, nella villa Il Roseto, che era stata sua residenza e che ospita oggi la Fondazione Michelucci.
I suoi insegnamenti e la sua filosofia progettuale sono testimoniati anche dalle numerose riviste d'architettura che Michelucci ha fondato nel corso della sua vita, come La Nuova Città, creata tra la fine del 1945 e l'inizio del 1946, e dai numerosi articoli che ha scritto.
Tra i suoi allievi si ricordano Nello Baroni, Vittorio Di Pace, Edoardo Detti, Marco Dezzi Bardeschi, Aldo Pasquinucci e Neampotisto Ducci-Filonzi.

## Opere principali

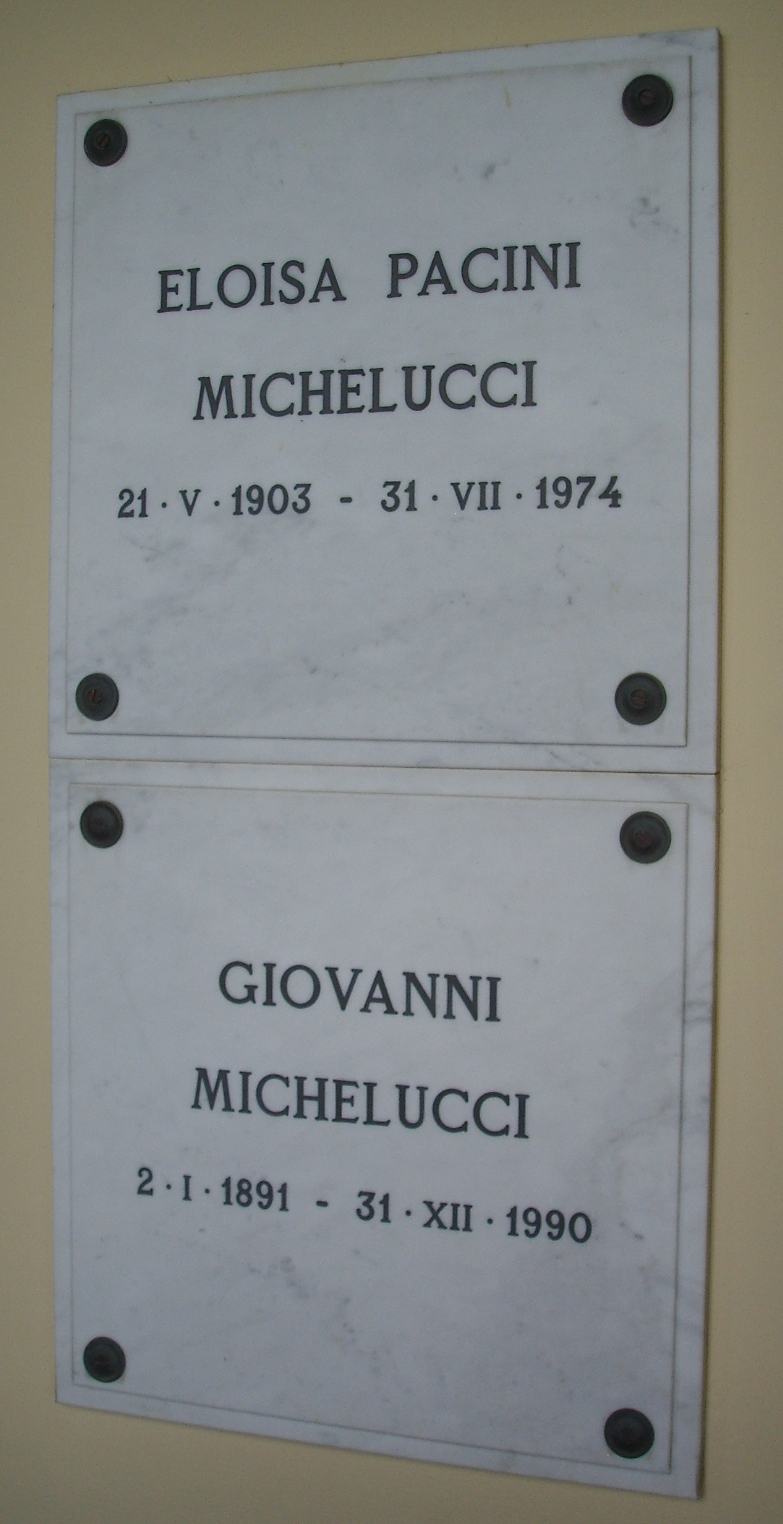
Tomba di Giovanni Michelucci e consorte, Fiesole, villa Il Roseto

| Da   | A    | Luogo                  | Opera                                                                       | Note |  |
| ---- | ---- | ---------------------- | --------------------------------------------------------------------------- | --- |  |
| 1916 | 1916 | Caporetto (SLO)        | Cappella                                                                    | |  |
| 1920 | 1929 | Pistoia                | Case d'abitazione                                                           | |  |
| 1920 | 1929 | Montecatini Terme      | Case d'abitazione                                                           | |  |
| 1930 | 1931 | Roma                   | Case d'abitazione                                                           | |  |
| 1932 | 1932 | Firenze                | Padiglioni della Fiera Nazionale dell'Artigianato                           | |  |
| 1933 | 1935 | Firenze                | Stazione di Firenze Santa Maria Novella                                     | Assieme al Gruppo Toscano                                                                               |  |
| 1933 | 1935 | Roma                   | Città universitaria di Roma                                                 | Collaborazione al progetto                                                                              |  |
| 1936 | 1936 | Arezzo                 | Palazzo del Governo                                                         | |  |
| 1938 | 1938 | Arezzo                 | Palazzo del Genio Civile                                                    | |  |
| 1939 | 1939 | Pescara                | Distilleria Aurum                                                           | Trasformazione di un edificio incompiuto, opera dell'Architetto Antonino Liberi, in una distilleria.    |  |
| 1941 | 1941 | Firenze                | Centro e museo didattico nazionale                                          | |  |
| 1947 | 1953 | Pontelungo (Pistoia)   | Chiesa dei Santi Pietro e Girolamo                                          | |  |
| 1948 | 1948 | Lido d'Albaro (Genova) | Residenza                                                                   | |  |
| 1949 | 1950 | Pistoia                | Borsa merci                                                                 | |  |
| 1950 | 1952 | Firenze                | Residenza Contini Bonacossi                                                 | Forse 1954                                                                                              |  |
| 1953 | 1957 | Firenze                | Sede storica della Cassa di Risparmio di Firenze                            | |  |
| 1954 | 1954 | Firenze                | Ponte alle Grazie                                                           | |  |
| 1954 | 1956 | Pistoia                | Chiesa delle Sante Maria e Tecla                                            | |  |
| 1955 | 1956 | Prato                  | Oratorio della Compagnia di Santa Maria Assunta in Iolo                     | Attribuzione                                                                                            |  |
| 1954 | 1956 | Larderello             | Villaggio di unità abitative operaie                                        | |  |
| 1955 | 1958 | Firenze                | Casa in via dello Sprone                                                    | |  |
| 1956 | 1956 | Sasso Pisano (Pisa)    | Quartiere ENEL e cappella di Lagoni di Sasso                                | |  |
| 1956 | 1958 | Sasso Pisano (Pisa)    | Asilo Sasso Pisano                                                          | |  |
| 1956 | 1959 | Larderello             | Chiesa della Beata Maria Vergine                                            | Con l'ingegner Alessandro Giuntoli                                                                      |  |
| 1957 | 1966 | Livorno                | Grattacielo di piazza Matteotti                                             | |  |
| 1957 | 1966 | Pisa                   | Parco galileiano                                                            | Progetto iniziato ma mai terminato, in fase di studio un progetto per il suo completamento              |  |
| 1958 | 1958 | Livorno                | Palazzo nel centro di Livorno                                               | |  |
| 1959 | 1959 | Bologna                | Edifici universitari                                                        | Dip. di Matematica, ex-Ist. di Geologia e Paleontologia "R. Selli", entrambi in p.zza Porta San Donato. |  |
| 1959 | 1961 | Pistoia                | Villaggio Belvedere, Chiesa del Sacro Cuore Immacolato di Maria             | |  |
| 1959 | 1959 | Pistoia                | Chiesa del Cimitero della Vergine                                           | |  |
| 1960 | 1964 | Campi Bisenzio         | Chiesa di San Giovanni Battista (chiesa dell'Autostrada)                    | |  |
| 1961 | 1963 | Collodi (Pescia)       | Osteria del Gambero Rosso                                                   | |  |
| 1961 | 1963 | Pisa                   | Cappella Sacrario ai Caduti di Kindu                                        | |  |
| 1961 | 1967 | Borgo Maggiore (SMR)   | Santuario della Beata Vergine della Consolazione                            | |  |
| 1962 | 1967 | Firenze                | Palazzo della Società italiana per l'esercizio telefonico                   | |  |
| 1963 | 1967 | Firenze                | Sede della Direzione provinciale delle Poste e Telegrafi di via Pietrapiana | |  |
| 1964 | 1967 | Pistoia                | Ampliamento della Borsa merci                                               | |  |
| 1965 | 1967 | Arzignano              | Chiesa di San Giovanni Battista                                             | con Aldo Pasquinucci                                                                                    |  |
| 1966 | 1976 | Longarone              | Chiesa dell'Immacolata Concezione della Vergine                             | |  |
| 1967 | 1967 | Sarzana                | Ospedale di Sarzana                                                         | con Aldo Pasquinucci                                                                                    |  |
| 1969 | 1975 | Viareggio              | Palazzo delle Poste e Telegrafi                                             | Con Aldo Pasquinucci                                                                                    |  |
| 1970 | 1970 | Firenze                | Cappella Bracco nel cimitero di Trespiano                                   | con Aldo Pasquinucci                                                                                    |  |
| 1970 | 1970 | Firenze                | Lavori alla Galleria degli Uffizi                                           | Con Carlo Scarpa                                                                                        |  |
| 1973 | 1973 | Firenze                | Lavori alla Villa Strozzi al Boschetto                                      | Con Bruno Sacchi                                                                                        |  |
| 1973 | 1983 | Colle di Val d'Elsa    | Sede del Monte dei Paschi di Siena                                          | Con Bruno Sacchi                                                                                        |  |
| 1973 | 1998 | Firenze                | Limonaia di Villa Strozzi                                                   | |  |
| 1974 | 1975 | Siena                  | Museo della Contrada di Valdimontone                                        | Con Bruno Sacchi                                                                                        |  |
| 1976 | 1998 | Livorno                | Chiesa di Santa Rosa                                                        | Con Bruno Sacchi                                                                                        |  |
| 1977 | 1978 | Siena                  | Recupero dell'ex-oratorio di San Leonardo                                   | Con Bruno Sacchi                                                                                        |  |
| 1988 | 1990 | Olbia                  | Teatro "Michelucci"                                                         | Con Luca Emanueli e Corrado Marcetti                                                                    |  |
| 1990 | 2007 | Firenze                | Giardino degli Incontri nel carcere di Sollicciano                          | |  |

### Pubblicazioni di Giovanni Michelucci
- Giovanni Michelucci, L'uomo nelle città, in Chiesa e Quartiere, n. 38, Bologna, U.T.O.A., giugno 1966,  pp. 40-44.
- Giovanni Michelucci, Messaggio di Fraternità e Speranza, in Chiesa e Quartiere, n. 38, Bologna, U.T.O.A., dicembre 1967,  pp. 18-20.
- Giovanni Michelucci. Disegni 1935-1964, Reggio Emilia, Diabasis, 2002, ISBN 88-8103-163-9.
- Fondazione Michelucci, Giovanni Michelucci. Studi per la ricostruzione della zona di Ponte Vecchio a Firenze 1945-46, scheda in AAA Italia. Bollettino n. 9/2010, maggio 2010, pp. 35-36.
- Giovanni Michelucci, La felicità dell'architetto (1948-1980), Pistoia, Tellini, 1981.
- Giovanni Michelucci, Dove si incontrano gli angeli. Pensieri, fiabe, sogni, a cura di Giuseppe Cecconi, Firenze, Fondazione Michelucci - Carlo Zella Editore, 2008.

## Riconoscimenti
Nel 1958 l'Accademia dei Lincei gli ha conferito il Premio Feltrinelli per le Arti.